# Waldemar Nowicki (fizykochemik)
Waldemar Piotr Nowicki – polski fizykochemik, dr hab. nauk chemicznych, profesor nadzwyczajny/uczelni w Zakładzie Chemii Fizycznej Wydziału Chemii Uniwersytetu im. Adama Mickiewicza w Poznaniu.

## Życiorys naukowy
W 1977 r. uzyskał tytuł magistra i został zatrudniony na UAM. W 1987 r. obronił pracę doktorską, a w 2003 r. uzyskał stopień doktora habilitowanego nauk chemicznych.
Był profesorem nadzwyczajnym/uczelni w Zakładzie Chemii Fizycznej na Wydziale Chemii Uniwersytetu im. Adama Mickiewicza w Poznaniu, następnie został profesorem emerytowanym.
Jego zainteresowania naukowe obejmują nanocząstki i koloidy, chemię fizyczną roztworów polimerów, adsorpcję polimerów i jej wpływ na stabilność koloidów, budowę pian i emulsji oraz zwilżalność i superhydrofobowość.

## Wybrane publikacje
- 2021: Wetting between CassieľBaxter and Wenzel regimes: a cellular model approach
- 2020: The Longitudinal Superdiffusive Motion of Block Copolymer in a Tight Nanopore Polymers
- 2019: Electrostatic/entropic macromolecule manipulation in nanochannel. Swapping of macromolecule locations
- 2019: Segregation of Ring Polyelectrolytes in Nano-Channel
- 2013: Conformation and elasticity of charged polymer chain bridging two nanoparticles
- 2009: Spontaneous processes and stable structures in some three-phase cellular fluids